# نادي كلاكسفيك
نادي كلاكسفيك هو نادي كرة قدم في جزر فارو تأسس في 24 أغسطس 1904 يقع في كلاكسفيك. يلعب في دوري جزر فارو الممتاز. يدربه ميكيال توماسن.